# Rivière Yser
Rivière Yser är ett vattendrag i Kanada.   Det ligger i provinsen Québec, i den sydöstra delen av landet, 280 km norr om huvudstaden Ottawa. Rivière Yser ligger vid sjöarna  Lac Gildas och Lac Papas.
I omgivningarna runt Rivière Yser växer i huvudsak blandskog. Trakten runt Rivière Yser är nära nog obefolkad, med mindre än två invånare per kvadratkilometer.